# The songs of distant earth
The songs of distant earth is het zestiende studioalbum van Mike Oldfield.

## Geschiedenis
Het album volgde op de uitgave van zijn eerste muziekalbum voor Warner Brothers, waar hij volgens contract drie albums moest afleveren. Het eerste Tubular Bells II en de daarbij behorende tournee legden hem en het platenlabel geen windeieren. Op aandringen van platenbaas Rob Dickins, die een conceptalbum wilde, werd gekeken naar de sciencefictionroman The songs of distant earth van Arthur C. Clarke. Ondanks dat Oldfield dat niet Clarkes beste roman vond, werden toch voldoende uitgangspunten gevonden om een conceptalbum af te leveren. Oldfield bezocht daartoe zelfs Clarke op zijn verblijfplaats op Sri Lanka. Clarke deelde hem toen mee dat hij ook genoeg aanknopingspunten voor een samenwerking, gezien de in zijn ogen goede soundtrack bij The killing fields. Bij vertrek liet Oldfield een exemplaar van Tubular Bells II bij de schrijver achter.
De opnamen leverden een aantal (door hemzelf veroorzaakte) problemen voor Oldfield op. Oldfield wilde de verhaallijn van de roman niet blindelings volgen; de vernietiging van de Aarde als gevolg van de overgang van zon naar nova. Ook vond hij sommige muziekinstrumenten niet geschikt voor muziek die de toekomst in klank moest uitbeelden. Zo paste de Keltische volksmuziek en folk niet in dat beeld. Oldfield koos meer voor de richting ambient en new age, al waren die termen toen nog niet gangbaar. Oldfield paste enkele samples in, zoals van When the Levee Breaks van Led Zeppelin, muziek van Zero-G en muziek uit Polynesië en Lapland. De muziek kwam in gedeelten tot stand en Oldfield haalde ondertussen inspiratie uit het computerpuzzelspel Myst. Toen de muziek opgenomen was en Oldfield begon te mixen, dacht hij dat de muziek door de digitale opnamen te scherp zou klinken. Alternatieve mix liet wat dat betreft een verbetering horen, maar de helderheid van de muziek nam daarbij weer af.    
Het album kreeg een uitgebreid voorwoord mee, waarbij ook Clarke nog enkele zinnen schreef, waarbij hij onder meer aangaf dat de muziek aan zijn verwachtingen voldeed.

## Musici
- Mike Oldfield – alle muziekinstrumenten etc. behalve
- Eric Cadieux – aanvullend programmeerwerk
- Mark Rutherford – ritmeloops
- John Gosling (Sugar "J")  – ritmeloops
- Pandit Dinesh – tablas
- Molly Oldfield – toetsinstrumenten
- Cori Josias, Ella Harper, David Nickless, Roame – zang
- Nils-Aslak Valkeapää – Joik, Saamigezang in "Prayer for the Earth"
- Leden van Verulam Consort – zang
- Tallis Scholars – zang

met:
- Bill Anders – voorlezen van bijbelboek Genesis.
- "Vahine Taihara" door Tubuai Choir
- Mike Joseph – zelfhypnose op "Crystal clear"

## Muziek
| Nr. | Titel                           | Duur |
| --- | ------------------------------- | ---- |
| 1.  | In the beginning (Oldfield)     | 1:24 |
| 2.  | Let there be light (Oldfield)   | 4:52 |
| 3.  | Supernova (Oldfield)            | 3:29 |
| 4.  | Magellan (Oldfield)             | 4:41 |
| 5.  | First landing (Oldfield)        | 1:16 |
| 6.  | Oceania (Oldfield)              | 3:27 |
| 7.  | Only time will tell (Oldfield)  | 4:19 |
| 8.  | Prayer for the Earth (Oldfield) | 2:10 |
| 9.  | Lament for Atlantis (Oldfield)  | 2:44 |
| 10. | The chamber (Oldfield)          | 1:49 |
| 11. | Hibernaculum (Oldfield)         | 3:32 |
| 12. | Tubular world (Oldfield)        | 3:23 |
| 13. | The shining ones (Oldfield)     | 2:59 |
| 14. | Crystal clear (Oldfield)        | 5:42 |
| 15. | The sunken forest (Oldfield)    | 2:39 |
| 16. | Ascension (Oldfield)            | 5:48 |
| 17. | A new beginning (Oldfield)      | 1:33 |

## Ontvangst
In Nederland had Oldfield het met zijn ongeïnspireerde albums voorafgaande aan deze verbruid. OOR's Pop-encyclopedie (versies 1995 en 1997) hadden zijn lemma geschrapt en ondergebracht bij symfonische rock, maar vermeldden het album niet. Allmusic (Mike DeGagne) gaf het “slechts” twee sterren uit vijf. Daartegenover staan de fans van Oldfields muziek, 238 stemmen leverden een gemiddeld op van 4 uit 5. Het verschil van mening is ook terug te vinden bij progwereld, die bij monde van Hans Ravensbergen het “een toegankelijk en tot de verbeelding sprekend album” vond. 323 fans waardeerden dit album op Progarchives met een 3,73 uit 5.
Het album verkocht net als haar voorgangers redelijk binnen de Duitssprekende landen. Nederland had er meer moeite mee. Afgaande op de Album Top 100 was de ontvangst matig; vier weken notering met een hoogste notering op 81. In Engeland scoorde het een 24e plaats in 9 weken notering.    
Tubular Bells · Hergest Ridge · Ommadawn · Incantations · Platinum · QE2 · Five miles out · Crises · Discovery · The Killing Fields · Islands · Earth Moving · Amarok · Heaven's open · Tubular Bells II · The songs of distant earth · Voyager · Tubular Bells III · Guitars · The Millennium Bell · Tr3s lunas · Tubular Bells 2003 · Light + Shade · Music of the Spheres · Man on the Rocks · Return to Ommadawn ·